# Philocompus aeneus
Philocompus aeneus är en tvåvingeart som beskrevs av Meijere 1906. Philocompus aeneus ingår i släktet Philocompus och familjen bredmunsflugor.
Artens utbredningsområde är Bali. Inga underarter finns listade i Catalogue of Life.